# Josep Perpinyà
Josep Perpinyà byl katalánský modernistický zámečník, který se specializoval na zábradlí, balkony, světla a jiné dekorativní předměty. Spolupracoval s Gaudím na Casa Calvet (1898), a je autorem kovaných plotů v Hospital de la Santa Creu i Sant Pau (1902–1930), navržených Domènechem.

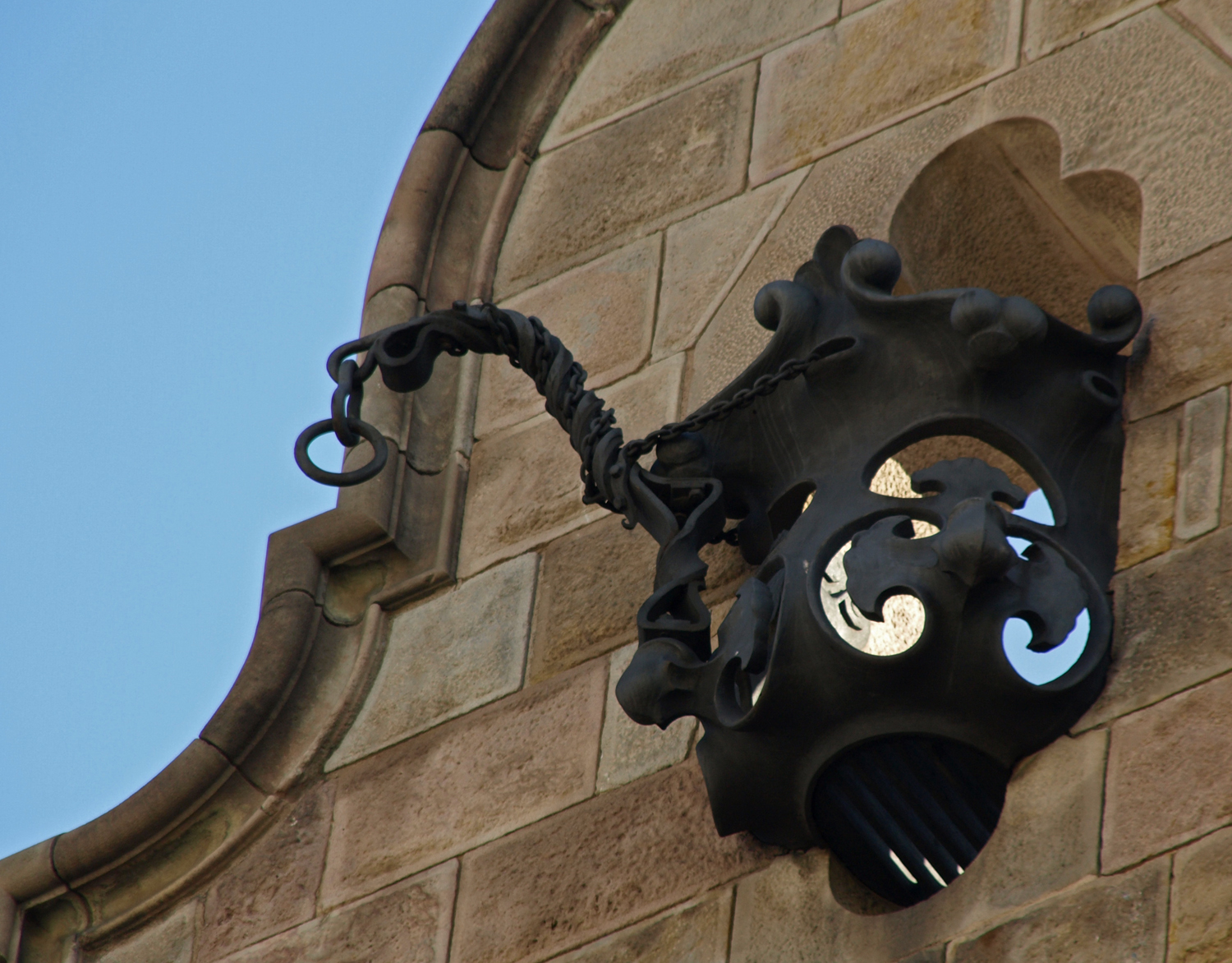
Casa Calvet
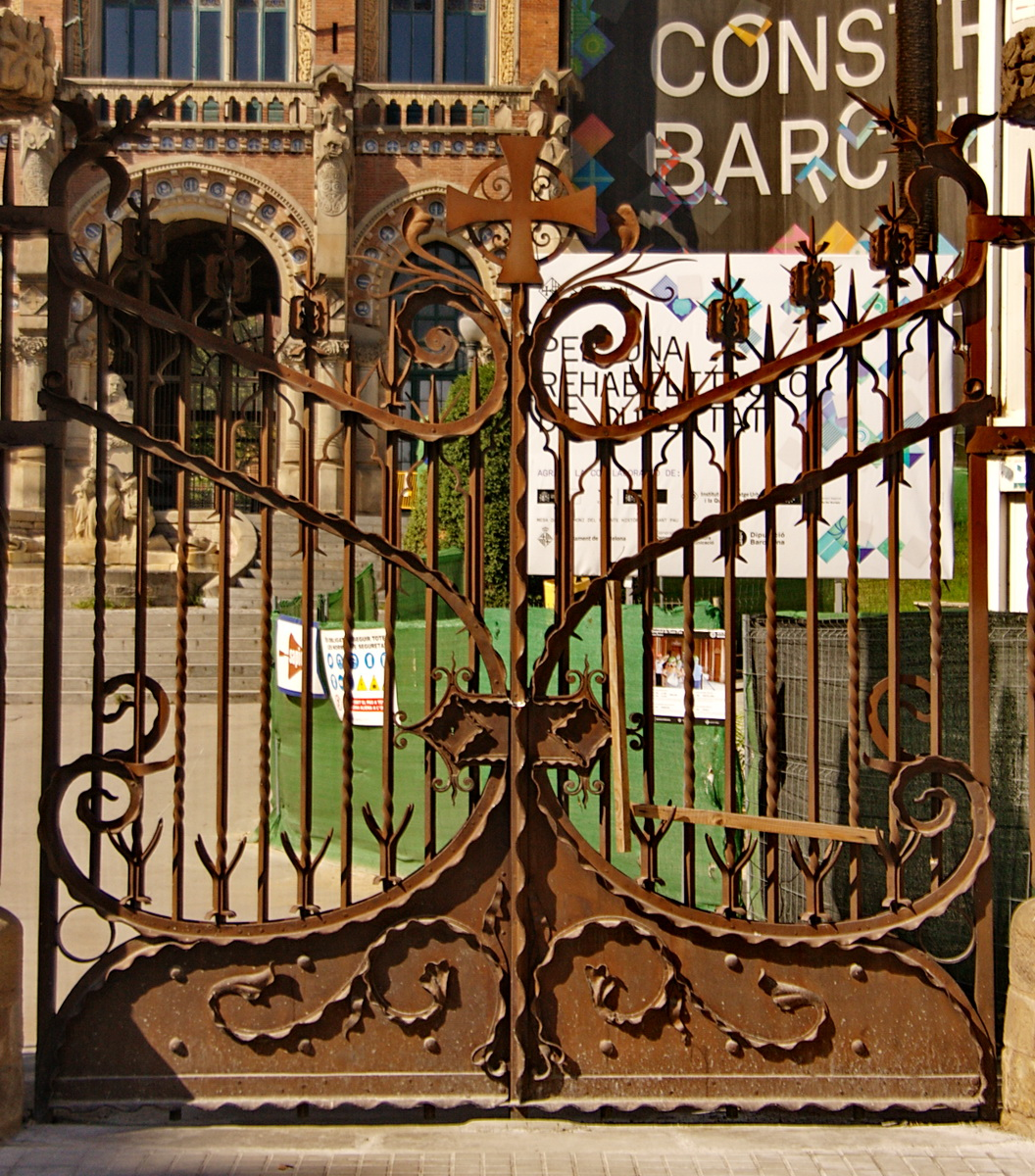
Brána Hospital de la Santa Creu i Sant Pau